# Бенин
 Тази статия е за дъравата в Западна Африка.  За града в Нигерия вижте Бенин (Нигерия).  
Република Бенин е държава в Западна Африка. До 1975 година държавата се нарича Дахомей. Граничи с Того на запад, с Нигерия на изток и с Буркина Фасо и Нигер на север. Разположена е на брега на Гвинейския залив и има площ 112 600 кв. км.
Бенин е френска колония до 1960 г. и в него се говори предимно френски език. Член е на Западноафриканския валутен съюз и парична единица в страната е западноафриканския CFA франк (курс 1 EUR= 656 CFA).
Столица е град Порто Ново с 230 хил. жители. Стопански център на страната обаче е пристанищният град Котону с население от около 1 милион души.
Международният туризъм е слабо развит. Престъпността е поносима. Опасност представлява къпането в морето поради силните течения, жертва на които ежегодно стават доста хора.

## География
Разположен между реката Нигер на Север и Бенинския залив на Юг, надморското ниво на Бенин е почти еднакво за цялата страна. По-голямата част от населението живее в южните крайбрежни полета, където са по-големите градове включително Порто Ново и Котону. Северната част на страната е съставена от савана и полу-сух терен.
Климатът на Бенин е горещ и влажен с относително по-малко валежи от другите западноафрикански страни, макар че има два дъждовни сезона април-юли и септември-ноември. През зимата пясъчни ветрове разхлаждат нощите.

## Население
Населението на страната е 10 448 647 жит., по-голямата част от които живеят в земеделските области край Гвинейския залив.
В Бенин съществуват около 60 етноезични групи, представители на три африкански езикови семейства – нигер-конгоански, нило-сахарски и афро-азиатски.
На последното преброяване през 2002 г. са отчетени 141 595 чужденци в страната. По-голямата част от тях произхождат от другите западноафрикански страни. Най-много са тези от Нигер (49 300 души), следвани от тези с произход от Того, Нигерия и Буркина Фасо. От 3708 чужденци, които не са от други африкански страни 1169 души са от Франция.

## История
Африканската държава Дахомей е образувана от няколко етнически групи в равнината около Абомей. Някои историци предполагат, че несигурността която е причинена от търговията с роби, е допринесла за масови преселвания на различни групи, включително части от кралската фамилия на град Алада, към Абомей. Тези групи се обединяват в стриктна военна култура с цел защита и евентуално разширяване на границите на малкото кралство.
Дахомей бил известен с неговата отличима култура и традиции. Момчета били често слуги на по-стари войници, и разбирали за обичаите в армията още преди да станат достатъчно големи за присъединяване към нея. Дахомей бил известен също с елитните женски военни отряди, наречени Ахоси или „нашите майки“ на езика Фонгбе. Това наблягане на военната подготовка и постижения прави Дахомей известен като „малка черна Спарта“ сред европейските наблюдатели и коментатори. Човешките жертвоприношения били обичайна практика според съвременни източници; на празници и специални случаи хиляди роби и военнопленници били обезглавявани публично. Доста дахомейски религиозни учения поддържали тезата, че обезглавяването повишава престижа на дахомейския трон и армия.
Въпреки че основателите на държавата да са били първоначално срещу робството, търговията с роби била активна в района на Дахомей в продължение на почти триста години, което и носи името „Робския бряг“. Според съдебните процедури, военнопленниците от многото войни са обезглавявани, което води до намаляване на робите които са изнесени от областта. Броя им пада от 20 000 в край на седемнадесети век до 12 000 в начало на 1800 година. Западането е очаквано защото много колониални страни обявяват търговията с роби за нелегална. През 1885 последният португалски търговски съд с роби заминава от района на Дахомей.
Заедно със силното Дахомейско кралство, редица други народи населяват областта на днешен Бенин. По-известни са Кету, Ича, Даса, Анаго и няколко подгрупи на йоруба-говорещи хора. Тези групи били в тесен контакт с подгрупи от днешна Нигерия и често били врагове на дахомейците. На север се намирали Боргу, Махи и няколко други етноса, които оформят настоящото население на страната.
В средата на 19 век Дахомей започва да губи статуса на регионална сила и дава възможност на французите да го завладеят през 1892 година. През 1899 година Дахомей става част от колонията Френска Западна Африка. През 1958 получава автономия като Република Дахомей, а на 1 август 1960 получава пълна независимост под названието Република Дахомей.
През следващите 12 години бурно се развиват етнически конфликти. Има няколко преврата и промени на режима, като три основни фигури доминират – Суру Арити, Юбер Мага и Жустен Ахомадегбе – всеки от тях представя различна област на страната. Тримата се съгласяват да формират президентски съвет след провала на изборите през 1970 година. През 1972 военен преврат воден от Матьо Кереку сваля съвета. Военните поставят комунистическо правителство под контрола на Военния Съвет на Революцията (CNR) и страната е преименувана на Народна република Бенин през 1975 година. В края на осемдесетте Кереку изоставя комунистическите идеи след икономическата криза и решава да върне парламентарната капиталистическа система през 1990. Той е победен на изборите през 1991 от Никефор Согло, ставайки първия черен африкански президент който напуска след избори. Той се връща на власт след като печели изборите през 1996 година. През 2001 година след оспорвани избори Кереку печели втори мандат а неговите опоненти твърдят че има изборни нередности.
Президентът Кереку и бившия президент Согло не участваха по време на изборите през 2006, и двамата нямат право според конституцията на Бенин заради тяхната възраст и двата скорошни мандата на Кереку. Президентът Кереку е широко хвален за нежеланието си да промени конституцията така че да можа да остане на власт, за разлика от други африкански водачи. Изборите смятани за свободни и честни, проведени на 5 март 2006 водят до балотаж между Яи Бони и Адриен Хунгбеджи. На балотажа проведен на 18 март печели Яи Бони, който встъпва в длъжност на 6 април. Успехът на многопартийните избори е високо оценен и Бенин е смятан за демократичен модел в Африка.

## Държавно устройство
Бенин е президентска парламентарна република където президентът на Бенин е и държавен глава и ръководител на правителството и има свободна многопартийна система. Изпълнителната и Законодателната власт се упражняват от правителството, а съдът е независим от двете власти. Настоящата политическа система е резултат от Конституцията на Бенин от 1990 година и поправките от 1991 година.

## Административно деление
През 1999 година Бенин удвои съществуващите шест департамента, като всеки е разделен на две части. Департаментите са разделени на 77 общини.
Дванадесетте департамента на Бенин са:
1. Алибори (от Северно Боргу)
2. Атакора
3. Атлантик
4. Боргу
5. Колине (от Северно Зу)
6. Донга (от Южна Атакора)
7. Куфо (от Северно Моно)
8. Литорал (регионът около Котоно, отделен от Атлантик)
9. Моно
10. Уеме
11. Плато (от Северно Уеме)
12. Зу

## Култура
Тук се вярва че Вуду произхожда от Бенин (на базата на Дахомейската митология и митологията на йоруба) и после се пренася в Бразилия, Карибския регион и в части от Северна Америка от роби взети от Робския бряг. Местни религии се изповядват от 60% от населението.
Откакто Вуду е призната за официална държавна религия през 1992 година има национален Вуду празник, който се празнува на 10 януари.
Много бенинци в южния район на страната използващи Акан-именната система посочват деня от седмицата когато са родени в своите имена. Близнаците са важни в южнобенинската култура и им се дават специални имена.
Местни езици се използват в началните училища, а френски се учи след няколко години. Бенинските езици обикновено изписват отделна буква за всеки звук (фонема), и не използват диакритични знаци като във френския или диграфи като в английския.
Поради слабото икономическо развитие на страната правителството не може да отделя необходимите средства за развитие на културата и образование. Неграмотността при възрастовата група над 15 г. е около 60% (при жените даже достига до 75%).

### Музика
Музиката на Бенин е малко известна в чужбина, въпреки че някои от изпълнителите родени и израснали тук са международно утвърдени звезди като Анжелик Киджо.

## Стопанство
Икономиката на Бенин е развиваща се и зависима от земеделието, памучното производство, и регионалната търговия. Отглеждат се царевица, бобови култури, сладки картофи, маниока, кокосова палма, тютюн. Обработваемата площ възлиза на 23 065 кв. км. Промишлеността е слабо развита, предимно хранително-вкусова, текстилна, производство на растителни масла и дърводобив. Растежът в производството е средно 5 процента през миналите шест години, а инфлацията пада. За да вдигнат растежа, в Бенин има планове за привличане на повече чужди инвестиции, развитие на туризма, подпомагане и разработване на нови преработващи системи за храна и земеделски продукти, и насърчаване на комуникационните системи. През 2001 г. приватизацията трябва да продължи с телекомуникациите, водата, електричеството и земеделието въпреки първоначалната правителствена неохота. Парижкия клуб и двустранните кредитори са облекчили обслужването на външния дълг за сметка на ускорени структурни реформи. Външният дълг на страната е 1 милиард и 600 милиона щатски долара.

## Други
- Комуникации в Бенин
- Транспорт в Бенин
- Армия на Бенин
- Външна политика на Бенин
- Градове в Бенин